# Ushanka

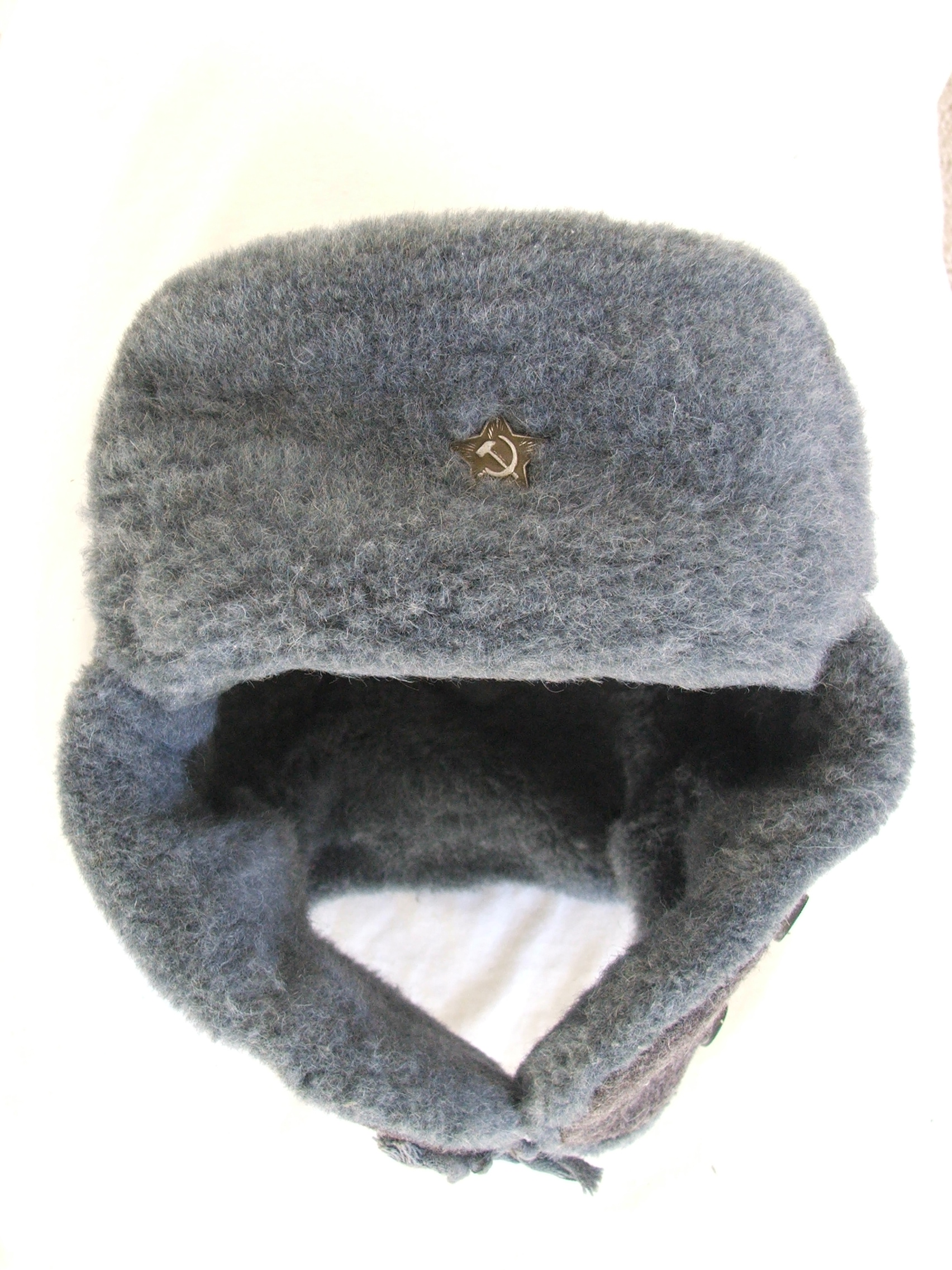
Un ushanka para soldados del Ejército Rojo.

Un ushanka (en ruso: уша́нка, literalmente sombrero con orejeras, pronunciación  ʊˈʂankə; de у́ши, romanización ushi, lit. 'orejas'), también llamado sombrero-ushanka (en ruso: ша́пка-уша́нка, pronunciación  ʂapkə ʊˈʂankə), es un gorro ruso hecho de piel con solapas de cobertura que pueden atarse a la coronilla del gorro, o sujetarse a la barbilla para proteger las orejas, la mandíbula y la parte inferior del mentón del frío. Una alternativa es doblar las solapas y atarlas detrás de la cabeza, lo que se denomina como «estilo esquí»; esto ofrece menos protección contra los elementos, pero una visibilidad mucho mayor, esencial para el esquí de alta velocidad. El denso pelaje también ofrece cierta protección contra los impactos contundentes en la cabeza.
Este gorro también se usa tradicionalmente en la región del Báltico, incluyendo Suecia y Finlandia. Su presencia en el Ejército Rojo fue permanente. En cualquier caso, el ushanka es una prenda de cabeza que se ha identificado con Rusia, llegando a denominarse como «gorro ruso».

## Materiales básicos
Los ushankas suelen fabricarse con pieles de oveja (tsigeyka), de conejo o de rata almizclera de bajo coste. También se fabrican sombreros de piel artificial, que se denominan «piel de pez», ya que el material no procede de ningún animal real. La «piel de pez» más sencilla de los ushankas estaba hecha de pelo de lana con sustrato de tela y parte superior de tela, a excepción de las solapas, que tenían el pelo al descubierto. Las ushankas de piel de visón se utilizan mucho en las regiones árticas de Rusia, ya que protegen las orejas y la barbilla del usuario incluso de las «heladas profundas», que se sitúan entre -70 y -40 °C (-94 a -40 °F).

## Historia
Los sombreros con orejeras de piel se conocen desde hace siglos, especialmente en los países eslavos de los Balcanes: Serbia, Croacia, Bosnia y Herzegovina, Macedonia del Norte y Bulgaria, así como en el noreste de Italia, en la Venecia Julia, Trieste y las zonas circundantes, donde ha habido una gran población eslava durante siglos. Estos sombreros también se ven en los países escandinavos: Suecia, Noruega y Finlandia; en los países eslavos euroasiáticos y europeos: Rusia, Ucrania, Eslovenia; y en la región del Cáucaso en Georgia y Armenia. El diseño del ushanka con una corona perfectamente redonda se desarrolló en el siglo XVII, cuando en el centro y el norte de Rusia se llevaba un sombrero con orejeras llamado treukh. El diseño moderno de los ushankas de 1917 se inspira también en el norvezhka noruego, un sombrero inventado por los exploradores noruegos del Ártico. La principal diferencia con el treukh es que las orejeras del norvezhka eran mucho más largas. Además, los cosacos rusos del Kubán han influido en el diseño del Ushanka moderno a través de la interacción con los pueblos de Asia Central y el Cáucaso.
En 1917, durante la guerra civil rusa, el gobernante de Siberia, Aleksandr Kolchak, introdujo un sombrero de uniforme de invierno, comúnmente llamado «kolchakovka», hacia 1918, que era similar al ushanka. En 1933, W. C. Fields llevó una kolchakovka en el cortometraje The Fatal Glass of Beer. Sin embargo, Kolchak y el Ejército Blanco perdieron la guerra, y su tocado no había sido adoptado en la nueva Unión Soviética. En cambio, los soldados del Ejército Rojo llevaban la budiónovka, que estaba hecha de fieltro. Estaba diseñado para parecerse a los cascos históricos bogatyr, y no proporcionaba mucha protección contra el frío.
Durante la Guerra de Invierno contra Finlandia, las fallas organizativas y los equipos inadecuados dejaron a muchas tropas soviéticas vulnerables al frío, y muchas murieron por exposición. El ejército finlandés disponía de un equipo mucho mejor, que incluía un gorro de piel estilo ushanka, el turkislakki M36, introducido en 1936. En 1939, poco antes de esta guerra, se introdujo el turkislakki M39, ligeramente mejorado, que todavía se utiliza en la actualidad. Después de la Guerra de Invierno, el Ejército Rojo recibió uniformes de invierno completamente rediseñados. Los budenovkas fueron finalmente sustituidos por ushankas basadas en el ejemplo finlandés. A los oficiales se les entregaron ushankas de piel; los demás rangos recibieron ushankas de felpa o de «piel de pescado». Este recién creado diseño en lugar de portar una estrella roja grande y llamativa como la budiónovka, presentaba una pequeña estrella de esmalte rojo adherida a la solapa de la frente. Desde la Segunda Guerra Mundial hasta el final del Ejército Rojo, también se emitieron variantes más baratas de la insignia, hechas de metal pintado de color caqui.
Cuando experimentaron el duro invierno ruso, por ejemplo durante la Batalla de Moscú, los soldados alemanes empezaron a llevar ushankas y otras prendas de invierno de tipo soviético, ya que sus uniformes no les proporcionaban la protección adecuada.

El ushanka se convirtió en un símbolo e ícono mediático de la Unión Soviética y más tarde de la Federación de Rusia. Las fotografías del presidente estadounidense Gerald Ford con la gorra durante una visita a la Unión Soviética en 1974 fueron vistas como una posible señal de «détente».

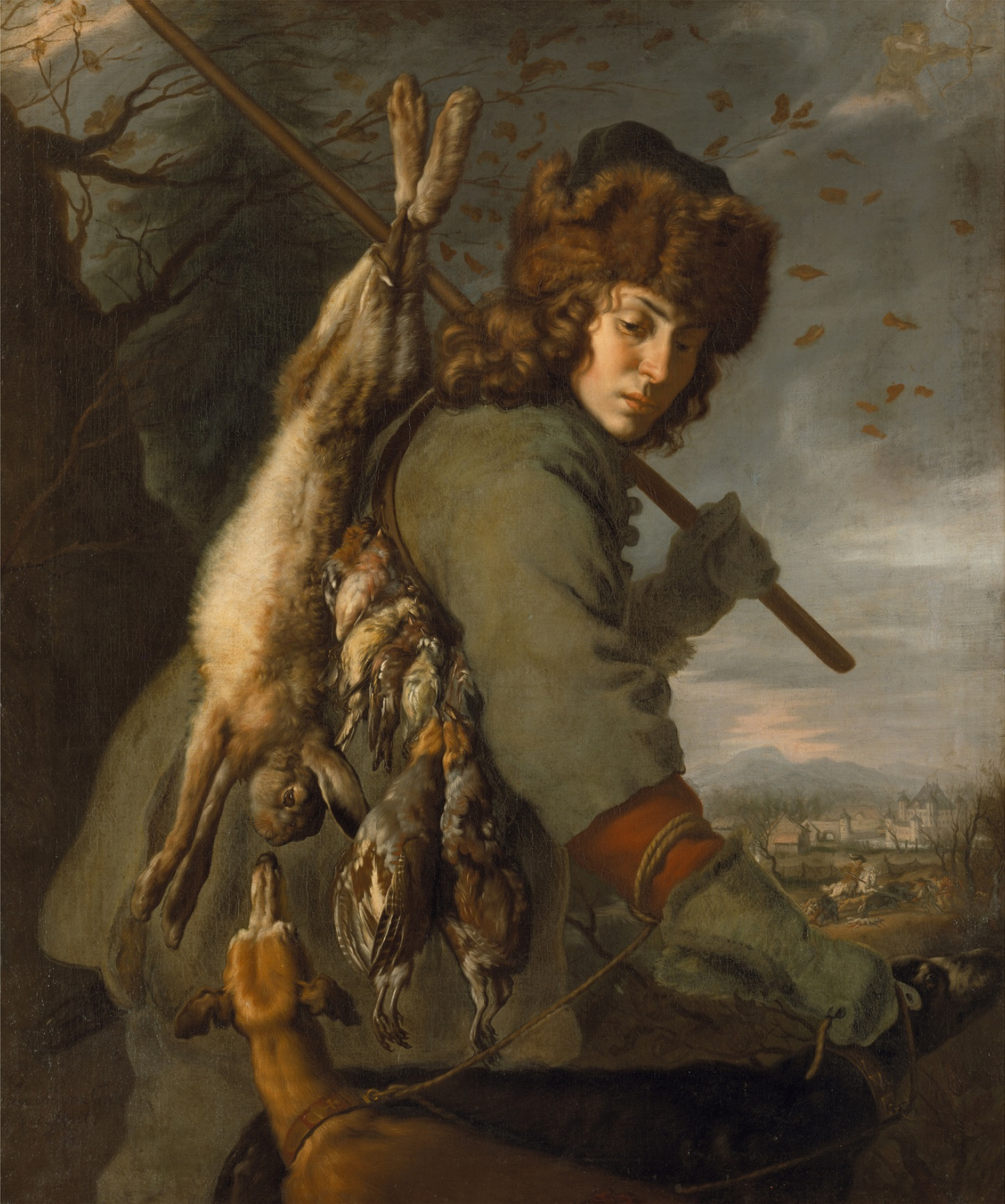
Cazador alemán con una forma anterior del ushanka - Noviembre, de Joachim von Sandrart (1643).
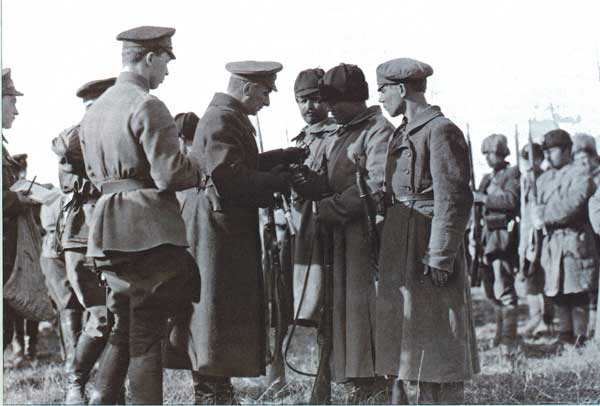
Aleksandr Kolchak condecorando a sus tropas con kolchakovkas.
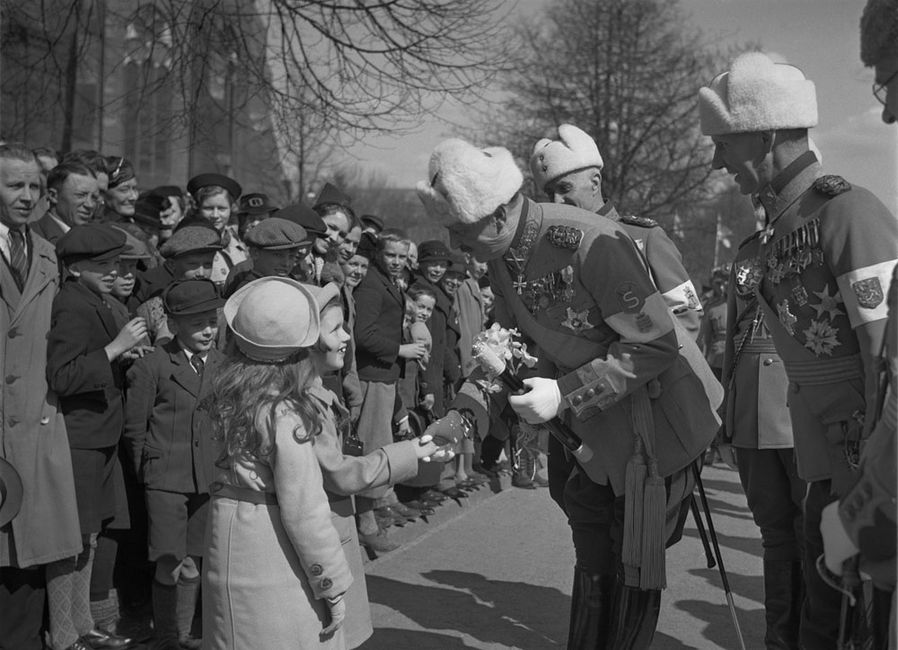
El general Carl Gustaf Emil Mannerheim del ejército finlandés vistiendo un turkislakki blanco en 1938.
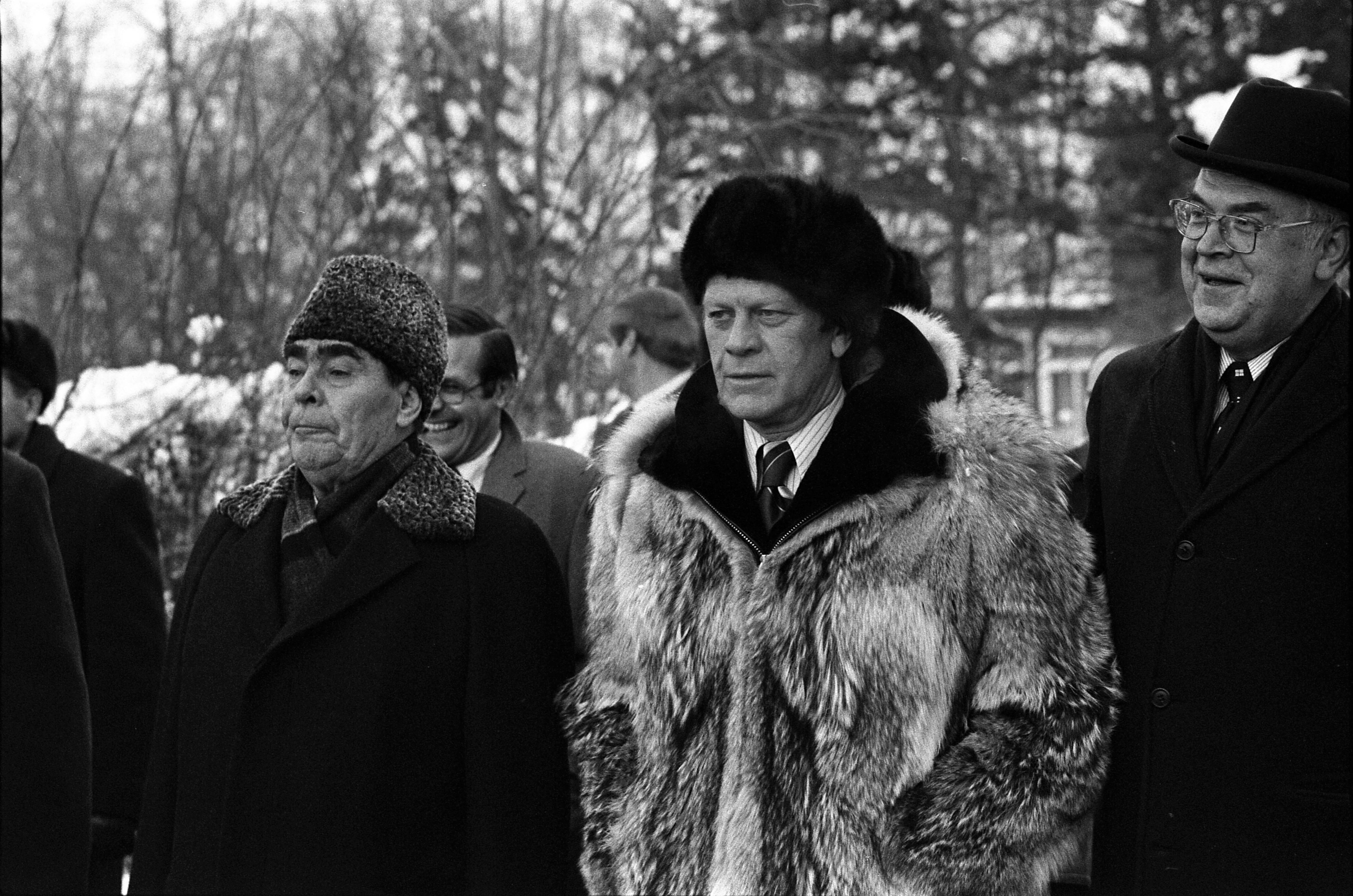
Gerald Ford (centro) con un ushanka puesto, junto a Leonid Brézhnev (izquierda) que lleva un gógol. Vladivostok, tras los acuerdos SALT, 1974.

### Uso actual
Identificado con el dominio soviético y expedido en todos los ejércitos del Pacto de Varsovia, la ushanka se ha convertido desde entonces en parte del uniforme de invierno de las fuerzas militares y policiales de Canadá y otros países occidentales con un invierno frío. Actualmente se utilizan las versiones gris (policía civil estadounidense), verde (para camuflaje), azul (policía, servicio postal de EE. UU.) y negra. En 2013, el primer ministro de defensa ruso, Serguéi Shoigú, anunció que el ejército de su país sustituiría el ushanka por una nueva prenda de cabeza, que es esencialmente el mismo ushanka con una corona más redonda y pequeñas aberturas sellables en las solapas para llevar auriculares.
El ushanka fue utilizado por las autoridades de alemanas orientales antes de la reunificación de Alemania, y siguió formando parte del uniforme de la policía alemana en invierno después. En las Fuerzas de Defensa finlandesas, se utiliza un gorro gris con el uniforme M62 y uno verde de diseño diferente forma parte de la vestimenta de invierno M91 y M05. Las tropas acorazadas tienen un gorro negro (M92), mientras que los generales pueden llevar un gorro blanco M39. La Real Policía Montada de Canadá utiliza un «sombrero reglamentario» (entre un ushanka y un sombrero de aviador), hecho de piel de rata almizclera. Éste sustituyó al antiguo (sombrero) astrakhan. Tocados similares son utilizado por el personal del Comité de tránsito de Toronto durante el invierno.
Un tipo de gorro similar se usa en el uniforme de invierno del Ejército Popular de Liberación de China. Con una imagen icónica de Lei Feng, este tipo de sombrero suele ser llamado por los ciudadanos chinos como «el sombrero de Lei Feng» (雷锋帽, Lei Feng mao).
Se afirma que los aviadores de guerra británicos que visitaban la entrada de Kola para ayudar a proteger los convoyes del Ártico empezaron rápidamente a llevar ushankas porque sus propios gorros de uniforme no eran lo suficientemente cálidos, pero «mantenían las solapas de las orejas atadas a la corona como haría cualquier ruso, porque se consideraba poco masculino llevarlas abajo». Sin embargo, en el ejército ruso hasta el día de hoy, la forma de llevar la ushanka —solapas hacia arriba, solapas hacia abajo o estilo esquí— se considera parte del uniforme del día y suele decidirlo el comandante de la unidad en el toque de diana, por lo que los soldados rusos no son realmente libres sobre la forma de llevar sus sombreros. Una variante del ushanka, conocida como «bjørnefitte» es popular en Noruega, especialmente en el norte.

## Sombreros similares
Los Sombreros de trampero son «una especie de híbrido entre la gorra de aviador y el ushanka: combinan el estilo de la primera con el pelaje del último». Se les considera más casuales que los ushankas de origen militar.